# Кёнигсмор
Кёнигсмор (нем. Königsmoor) — община в Германии, в земле Нижняя Саксония.
Входит в состав района Харбург. Подчиняется управлению Тоштедт. Население составляет 666 человек (на 31 декабря 2010 года). Занимает площадь 10,01 км².